# Maia (oraș)
Pentru alte sensuri, vedeți Maia.
Maia este un oraș în Districtul Porto, Portugalia.